# Protapanteles bimus
Protapanteles bimus är en stekelart som först beskrevs av Papp 1990.  Protapanteles bimus ingår i släktet Protapanteles och familjen bracksteklar. Inga underarter finns listade i Catalogue of Life.